# R.A.M.O.N.E.S.
R.A.M.O.N.E.S. es una canción compuesta por la banda de rock and roll y heavy metal Motörhead de su álbum de 1991, 1916 y de nuevo, en su álbum del 2006 "Kiss of Death" como tema extra. La canción fue escrita en tributo a la legendaria banda de punk rock Ramones

## Estructura
La canción tiene un ritmo rápido al estilo de los Ramones y es de breve duración, tan solo 1:26 minutos. Menciona a los integrantes que tuvo la banda a través de los años, excepto a Richie Ramone y a Elvis Ramone.

## Versión de los Ramones
Fue versionada por los Ramones en sus discos ¡Adiós Amigos! (aparece como tema extra en algunas ediciones cantada por C.J. Ramone) en Greatest Hits Live (aparece como pista oculta de estudio, cantada por Joey Ramone). En su última presentación tocaron el tema junto a Lemmy Kilmister vocalista, bajista de Motörhead y uno de los letristas de R.A.M.O.N.E.S. esto quedó plasmado en el álbum We're Outta Here de 1997.
También existe un cover grabado por la banda americana de hardcore punk The Casualties, que aparece en su album Chaos Sound publicado en 2016, poco después del fallecimiento de Lemmy Kilmister.